# Костомлатица
Костомлатица (на сръбски: Костомлатица или Kostomlatica) е село в Югоизточна Сърбия, Пчински окръг, община Владичин хан.

## Население
Според преброяването на населението от 2011 г. селото има 10 жители.

### Етнически състав
Данните за етническия състав на населението са от преброяването през 2002 г.
- сърби – 22 жители (100%)